# 노스웨스트 앵글

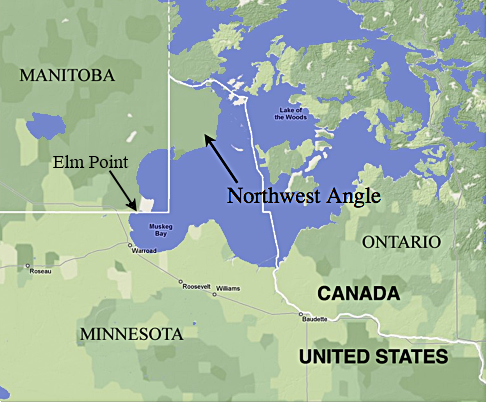

노스웨스트 앵글(Northwest Angle)은 미국 미네소타주 레이크오브더우즈 군 북부 지역의 앵글 타운십(Angle Township) 지역을 부르는 말이다. 미네소타의 다른 지역과는 캐나다 매니토바주와 우즈호(Lake of the Woods)에 의해 가로막혀 있어 월경지가 되어 있다.

## 같이 보기
- 포인트로버츠